# 군악대

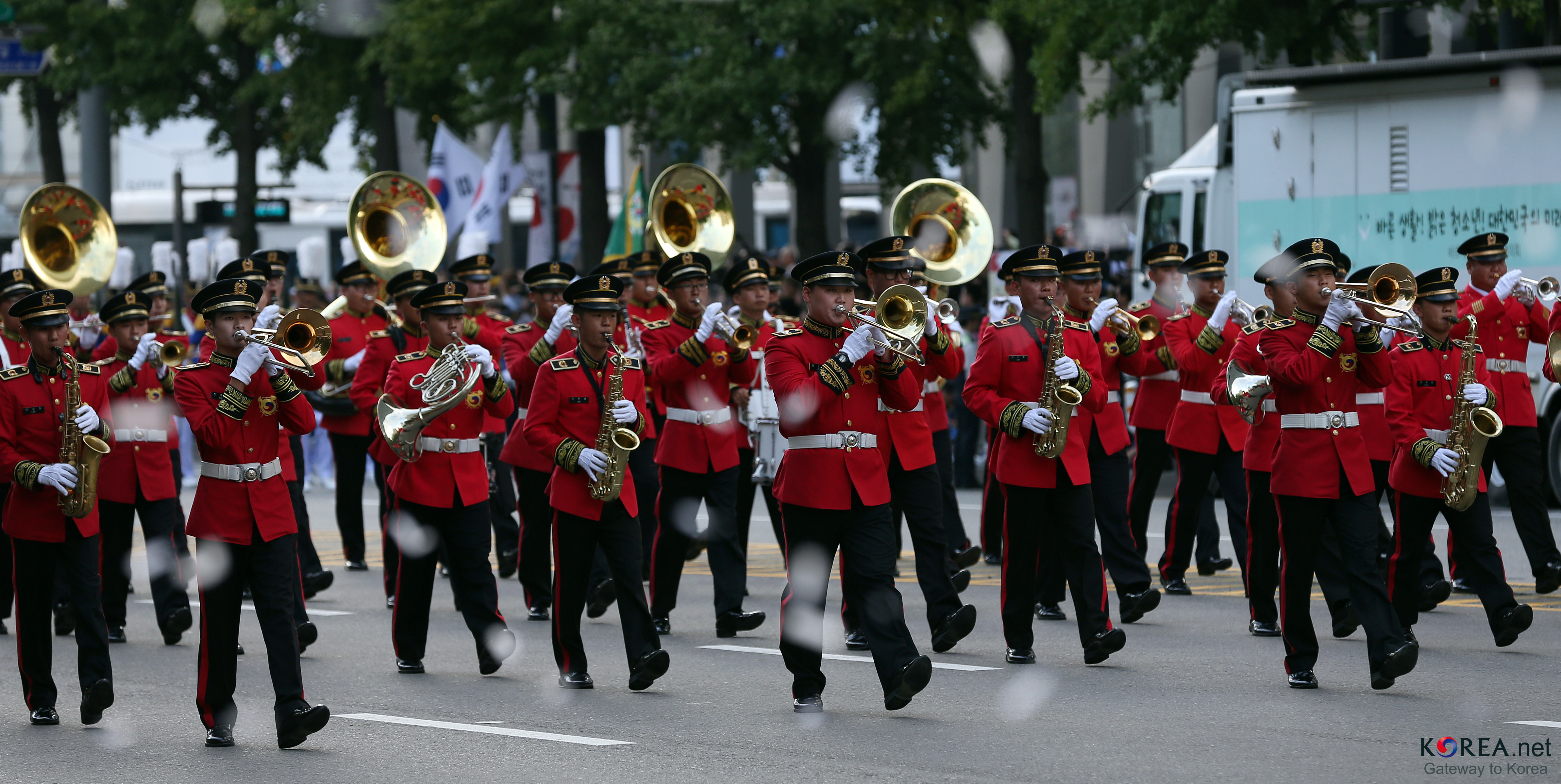

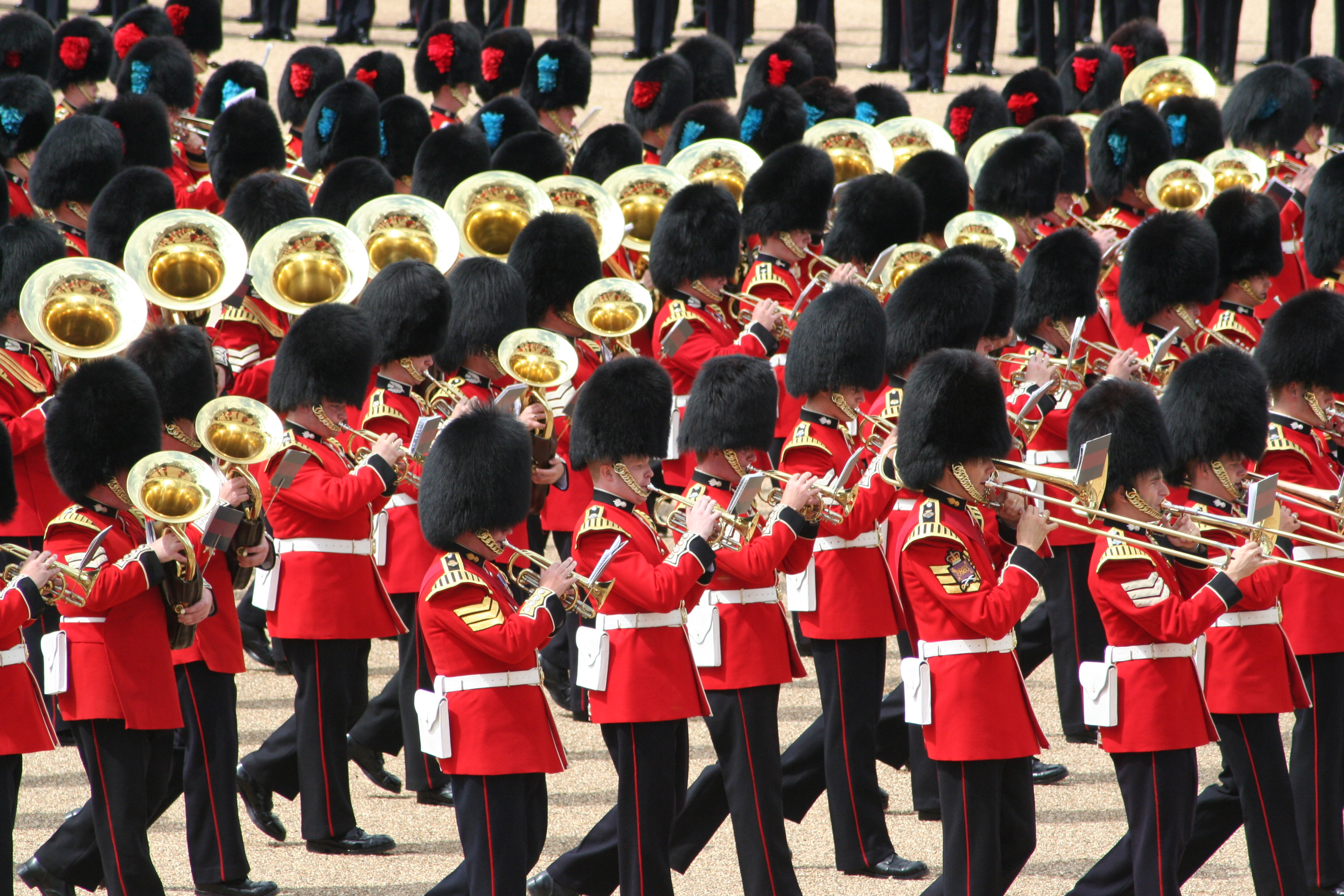
2007년 런던 군기 분열식의 군악대

군악대(軍樂隊) 또는 군악단(軍樂團, 영어: military band)은 부대 행사와 국가 행사 시의 의식에서 군악을 연주하기 위해 조직된 부대로, 사기 진작과 홍보, 군인 정신과 애국심 함양을 목적으로 한다. 야외 활동이 많기 때문에 금관과 목관 악기군과 일부 타악기로 구성성된 취주악단 편성이 주를 이루며, 편성은 나라에 따라서 조금씩 달라진다.
군악이라는 용어를 처음 사용한 것은 16세기를 전후한 프랑스이며, 근세의 취주악 성격을 띈 군악대는 17세기 중엽 프랑스 국왕 루이 14세의 명으로 작곡가 장바티스트 륄리가 창설한 것이 가장 오래된 것으로 알려졌다. 18세기 중엽, 군사력을 확장한 유럽 각국이 군악대를 두게 되었고, 터키 군악대에서는 처음으로 큰북과 심벌즈 등의 타악기를 사용하기 시작했다. 19세기에는 근대 국가 형성으로 군제가 정비되며 군악대 또한 체제와 악기 편성의 기준이 확립되어 군악대의 중요성이 커지고 위치도 그만큼 향상되었다. 악기 편성은 19세기에 새롭게 등장한 클라리넷의 도입, 동세기 중반에는 금관 악기의 구조적인 개선으로 구성이 더욱 풍부해졌다.

## 군악대 기원
군악대는 악기의 발달과 그 역사를 함께한다고 볼 수 있다. 특정한 악기 편성 혹은 형태를 이루었던 것은 아니었지만, 군악은 선사시대부터 사냥터나 부족간의 전쟁터에서 사기진작을 목적으로 사용되었다. 또한 신호, 명령체계가 갖추어 지지 않은 시기에 인간의 한계를 극복하기 위한 수단으로 사용되었다. 이후 전쟁이 국가 간의 전투로 확대된 이후, 군악은 그에 따라 웅장해지고 화려한 의식에서 중요한 역할이 되었다. 
군악(軍樂)이라는 용어는 16세기 전후 프랑스에서 처음으로 사용되었다. 16세기에 군악대는 시대 발전과 악기의 발전으로 그 형태와 구조가 확대되었다. 고정적이지 않던 초기 악기 편성에서 벗어나 어느 정도 형태를 갖춘 연주악대의 모습을 갖추어 갔다. 특히 군대의 진군을 묘사하기 위해 행진곡을 사용하였고, 이것이 오늘날 행진곡의 시초가 되었다고 할 수 있다. 근대적인 형태의 군악대는 1711년 독일에서 표트르 대제 1세가 서구식 군악대의 형태를 도입하면서 시작되었다. 이 시기에 오보에, 파곳, 클라리넷, 호른 등의 선율악기가 도입되어 군악대에서 더욱 다양한 표현을 할 수 있게 되었다. 19세기 초 나폴레옹 전쟁에서는 프랑스의 군악대가 중요한 역할을 해주었고, 이에 전쟁 뒤 영국에서 군악대의 필요성을 인정하게 되었다. 영국은 1857년 군악학교를 설치했고, 이것이 발전하여 왕립군악학교가 되었다. 이후의 군악대는 지위격상과 군악 분야 음악의 장래성을 인정받아 일반에서도 목관악기, 금관악기, 타악기로 구성된 학교악대, 경찰악대, 소방악대 등의 많은 취주악대가 창설되었다.  
이후 취주악이 번성하면서 많은 인기를 끌었으나, 각 악대의 편성이 각각 달라 활동영역이 제한적이었다. 이를 위해 1921년 왕립 군악 학교에서는 각 군의 군악대장 회의를 소집, 악대의 편성 표준안을 만들었으며, 그 안은 오늘날에도 적용되고 있다. 20 세기에는 밴드운동에 심혈을 기울이며 수없이 많은 행진곡을 작곡하고 군악대 및 취주악대 발전에 눈부신 활약과 업적을 남긴 존 필립 수자의 활동으로 미국 군악대가 전성기를 맞이하게 된다. 취주악은 군악대의 형태에서 전문적인 연주형태로 발전하여 윈드 오케스트라의 활동으로 이어지는 등 독자 적인 영역을 구축했다. 

## 대한민국 군악대

### 역사
삼국시대부터 전쟁에 북과 징과 관악기를 사용한 것이 고분에 나타나 있지만 어느 정도 형식과 규모를 갖춘 군악대가 만들어진 것은 조선시대였다. 특히 1682년(숙종 8년)에 금위영(禁衛營)내의 표하군(標下軍)에 취고(吹鼓)109명과 세악수(細樂手)25명이 소속되어 있어 북과 징이 주류였던 이전에 비해 대금, 피리, 해금, 적(笛)등 가락악기를 사용함으로써 발전을 거듭하였다. 이후 1895년(동학혁명 이듬해)조정에서는 러시아식 나팔대를 설치하고 러시아 교관으로 하여금 훈련을 시키게 하였다. 이에 따라 곡호대(曲護隊)를 별기군(別技軍)에 설치하였는데 이것이 군악대의 모체라고 할 수 있다. 1900년에 조정에서는 군악대 설치에 관한 칙령 제 59호를 공표하고 같은 해 12월 19일에 군악대는 일정한 조직을 갖추어 설치되었다. 절대적인 위기가 찾아온 것은 을사조약부터 한일병합으로 이어지는 시기이다. 한국군의 해산과 더불어 더 이상 군악대를 둘 수 없게 되어 해체되었다. 광복 후 육․해․공군 및 해병대가 창설되면서 각 군의 군악대도 속속 창단되었다. 1946년 태릉에서 육군 제 1연대 군악대의 창설을 시작으로 같은 해 진해지방에서 해군 군악대, 해병대 군악대, 1951년 대구에서 공군 군악대가 창단되어 이후 각 군 본부 군악대의 모체가 되었다. 창군 이래 많은 군악대가 창설과, 해체, 예속, 변경 및 개칭되는 과정을 거쳐서 오늘 날에 이르러 국방부, 육군본부, 군사령부, 사단 및 학교기관에 총 50여 개의 군악대가 존재하게 된 것이다.
| 시기별    | 군악대의 형태 |
| --------- | --- |
| ~고려시대 | 고구려의 안악 제3호분의 전실벽화와 행렬주악도에 소·고·이중고·담고·제고·각·동형타악기로 편성된 악기가 보이며, 고려시대에는 법가위장·팔관위장·노부 등의 의장행사 교방악관·취각군·취라군·금징·강고·도고 등의 악대가 10명에서 100명까지 편성되어 출현한다. 이들은 조직은 다르지만 군악대의 모습으로 추정할 수 있다. |
| 조선시대  | 조선의 군악대의 제도는 성종 때 확립된 제도로 『국조오례의』, 『악학궤범』등에 기록되어 있다. 전정(殿庭)고취는 악사가 2인으로 한 사람은 집박이고, 또 한 사람은 협률랑(協律郞) 지휘이다. 악공은 50명인데, 악기별로 보면, 타악기가 방향, 장고, 대고 3종류에 11명, 관악기는 피리, 대금, 퉁소, 당적, 해금 5종류에 23명, 현악기는 당비파, 향비파, 현금, 가야금, 월금, 아쟁, 대쟁 7종류에 16명으로 구성된다. 전후(殿後)고취는 악사가 1인이고, 악공이 18임인데, 악기편성은 방향, 대고, 장고 3종류에 6명, 관악기는 피리, 대금, 퉁소, 당적 4종류에 10명, 현악기는 향비파 1명, 당비파 1명으로 모두 9종류의 악기로 구성된 관현악 편성이다. |
| 대한제국  | 고종은 1900년 12월에 군악대 설치령을 내렸으며, 1901년 2월 28일엔 독일 출신의 음악가 프란츠 에케르트(1852~1916)가 대한제국의 군악대를 양성 및 감독하게 되었다. 에케르트는 7개월 정도밖에 안되는 기간 안에 대한제국 군악대를 수준급의 실력으로 끌어올리는 데에 성공했다. 1901년 9월 7일, 고종의 만수성절(50세 생일) 기념 공연에서 대한제국의 군악대는 첫선을 보였다. 당시 공연을 본 해외 공사들과 선교사들은 군악대의 실력에 찬사를 아끼지 않았다고 전해진다. |
| 광복 직후 | 광복 후 1946년 1월 15일 대한민국 육군의 전신인 조선경비대 제1연대가 창설되었다. 당시 연대장 채병덕 참령은 훈련과정에서 군악대의 필요성을 절감했고 브라운 대위 등 미군정 장교와 고문관들의 도움으로 군악대 창설을 추진했다. 2월 15일 군사영어학교 1기 출신의 김계원 참위(現 소위)가 조선경비대 1연대 군악대장으로 보직됨으로써 최초의 군악대장이 되었다. |

### 조직∙구성
군악대는 구성 인원에 따라서 크게 50인조 이상과 36인조 이하 제대로 나뉜다.

#### 육군
- 육군본부
- 국방부
- 육군사관학교
- 수도방위사령부

- 지상작전사령부
- 2작전사령부
- 3사관학교
- 특전사
- 육군훈련소
- 상무대
- 학생군사학교
- 부사관학교
- 수도군단
- 7군단
- 52사단
- 56사단

#### 공군
- 공군본부 공군군악의장대대
- 공군작전사령부 근무지원단 군악대
- 공군사관학교 근무지원단 군악대
- 공군교육사령부 군악대
- 공군군수사령부 군악대

#### 해군
- 해군본부 해군군악의장대대
- 진해기지사령부 군악대
- 해군작전사령부 군악대
- 해군교육사령부 관악대
- 해군교육사령부 국악대
- 1함대 군악대
- 2함대 군악대
- 3함대 군악대
- 제주기지전대 군악대

- 해병대
  - 해병대사령부 군악대
  - 해병대 제1사단 군악대
  - 해병대 제2사단 군악대
  - 해병대 제9여단 군악대

### 활동 및 임무
군악대의 임무는 군의 각종 의식과 국가원수를 위한 의식, 외국 국가원수 예방시의 의식에서 음악을 담당하는 것뿐만 아니라 군 내에서 장병들의 사기를 증진시켜 주며 대외적으로는 특정 기념일을 축하하는 연주회를 여는 것이다. 
| 군악대의 임무        | 기 능 / 활 동 | 기대효과                                                                          |
| -------------------- | --- | --------------------------------------------------------------------------------- |
| 의식 및 기념행사지원 | 군 및 대내,외 기관의 기념일 및 국경일에 따른 행사지원, 의장 사열 및 귀빈 환영,환송식 부대장 이,취임식 훈장 및 표창 수여 및 입, 퇴소식, 영결식, 훈련출정식 시가행진, 마칭밴드 및 소조밴드, 퍼레이드, 종교행사 및 지역의 다채로운 행사지원 | 의식행사로 군 위엄과시 및 지역주민과 함께하는 군의 이미지 제고                    |
| 여흥활동             | Combo Band 운용, 병원 및 휴양소 위문활동, 단결활동에 의한 회식 및 각종 여흥 행사, 결혼식 지원 | 장병사기충전 및 끈끈한 전우애, 단결심 고취                                        |
| 연주활동             | 다채로운 대내, 외적인 연주회 전통군가 및 진중가요 보급 및 교육 | 장병정서순화, 민, 관, 군 유대강화와 대군신뢰도증진 국민과의 호흡 으로 동질성 회복 |
| 전장심리             | 전장 심리를 위한 전의 고취, 나팔수 교육, 적군 가 및 민요 편곡 연주 등 기만전술 활동 | 심리적 민심 동요 방지                                                             |

#### 군 내 활동
전시상황에서 군악대는 이동간 전의를 고취시켜주고 전장심리안정을 찾게 도와준다. 또한 전시가 아닌 평상시의 군악대는 군 내 각종 의식 및 행사들에 참여하여 음악을 지원해 줌으로써 군의 의식행사가 원활히 수행되고 군의 위엄을 과시할 수 있게 해준다. 군악대는 군 내부에서 다양한 연주 행사를 함으로써 장병들의 정서를 순화시켜주고 사기를 올려주는 역할을 한다. 
위 군악대가 참여하는 행사는 크게 10가지로 구분된다. 
1. 기념일 행사 (각종 기념일, 추념일, 국경일)
2. 훈장, 표창 수여식 및 의장행사 (부대 및 개인 표창, 의장 사열식)
3. 이,취임식 행사
4. 입교 및 수료식 행사 (입소식, 수료식, 졸업식, 임관식)
5. 개,폐회식 행사 (경기대회, 경연대회)
6. 전역식 행사 (전역식, 퇴역식)
7. 증,창설식 행사 (창설식)
8. 시설 행사 (기공식, 준공식, 개관식, 제막식)
9. 장의 행사 (영결식, 화관식, 안장식, 추도식, 위령제)
10. 소조 행사 (여흥음악 및 각종 축하연시)

#### 대민 활동
군악대의 대민활동은 지역주민을 안정화시키기 위한 활동으로서 이는 군 관련단체를 포함하여 군외 대민관련 모든 행사를 포괄하는 개념이다. 이러한 대민 활동을 통해서 시민들의 대군 신뢰도가 올라가는 효과를 가질 수 있으며 지역 주민들을 안정화 시킬 수 있다. 이때 군악대 대민행사 지원은 공식적인 행사, 공익기관 및 국민화합 차원의 행사에 한해서만 지원할 수 있으며, 대내외를 막론하고 개인 및 사적 행사에는 지원할 수 없다.  

### 군악병 모집
군악병의 경쟁률은 2015년 기준 약 6.5:1 정도이며 군악병이 되기 위해서는 크게 두가지의 방법이 있다. 첫번째는 군악대가 존재하는 특정 사단(국방부, 육군본부, 육군사관학교)에서 모병을 하는 곳에 자원을 하여 평가를 받고 들어가는 것이고 두번째 방법은 입대후 신병교육대에서 일정한 선발과정을 거쳐서 차출되는 징집 과정을 거치는 것이다. 
밑의 표는 각 군의 군악병 평가 기준표 및 모집 방법이다. 

#### 육군[6]
- 양악기

| 구분     | 악기명                                 | 평가기준       | 배점 | 비고                                                                        |
| -------- | -------------------------------------- | -------------- | ---- | --------------------------------------------------------------------------- |
| 목관악기 | 플루트, 클라리넷, 오보에, 바순, 색소폰 | 초견곡         | 30   | - 초견곡 : 당일제시 - 자유곡 - - 3분이상, 대학 입시곡 수준 - 스케일 : Major |
| 목관악기 | 플루트, 클라리넷, 오보에, 바순, 색소폰 | 자유곡         | 50   | - 초견곡 : 당일제시 - 자유곡 - - 3분이상, 대학 입시곡 수준 - 스케일 : Major |
| 목관악기 | 플루트, 클라리넷, 오보에, 바순, 색소폰 | 스케일(음계)   | 20   | - 초견곡 : 당일제시 - 자유곡 - - 3분이상, 대학 입시곡 수준 - 스케일 : Major |
| 금관악기 | 트럼펫, 트럼본, 바리톤, 호른, 튜바     | 초견곡         | 30   | - 초견곡 : 당일제시 - 자유곡 - - 3분이상, 대학 입시곡 수준 - 스케일 : Major |
| 금관악기 | 트럼펫, 트럼본, 바리톤, 호른, 튜바     | 자유곡         | 50   | - 초견곡 : 당일제시 - 자유곡 - - 3분이상, 대학 입시곡 수준 - 스케일 : Major |
| 금관악기 | 트럼펫, 트럼본, 바리톤, 호른, 튜바     | 스케일(음계)   | 20   | - 초견곡 : 당일제시 - 자유곡 - - 3분이상, 대학 입시곡 수준 - 스케일 : Major |
| 타 악 기 | 세트드럼                               | 초견곡         | 30   | - Snare Drum 연주                                                           |
| 타 악 기 | 세트드럼                               | 리 듬          | 50   | - 5가지 이상 : 8마디                                                        |
| 타 악 기 | 세트드럼                               | 기 타          | 20   | - 기타 타악기류                                                             |
| 타 악 기 | 팀파니/마림바/Snare                    | 초견곡         | 30   | - 당일제시                                                                  |
| 타 악 기 | 팀파니/마림바/Snare                    | 자유곡         | 50   | - 1분이상 연주                                                              |
| 타 악 기 | 팀파니/마림바/Snare                    | 기 타          | 20   | - 팀파니 : 조율 - 마림바: 스케일(Major)                                     |
| 실용음악 | 피아노                                 | 초견곡         | 40   | - 당일제시                                                                  |
| 실용음악 | 피아노                                 | 자유곡         | 60   | - 3분이상 연주, 대학 입시곡 수준                                            |
| 실용음악 | 작 곡                                  | 편곡능력       | 90   | - 멜로디제시→관악곡으로 편곡                                                |
| 실용음악 | 작 곡                                  | 기악실기       | 10   | - 부전공 악기(피아노, 기타)                                                 |
| 실용음악 | 성 악                                  | 시창능력       | 40   | - 당일제시                                                                  |
| 실용음악 | 성 악                                  | 자유곡         | 60   | - 가곡 1곡, 아리아 1곡                                                      |
| 실용음악 | 가 수                                  | 시창능력       | 40   | - 당일제시                                                                  |
| 실용음악 | 가 수                                  | 자유곡         | 60   | - 대중가요 및 팝송 中 1곡 - Popera 가수 지원 가능                           |
| 실용음악 | 리드기타, 베이스기타                   | 초견곡         | 40   | - 당일제시                                                                  |
| 실용음악 | 리드기타, 베이스기타                   | 자유곡         | 60   | - 가요 및 팝송 中 1곡 - 에드립 16마디                                       |
| 실용음악 | 음 향                                  | 음향장비조작법 | 90   | - Sound 디자인 작성 - P/A 전공자/ 공연 경력자 (필기평가 대체 가능)          |
| 실용음악 | 음 향                                  | 음향장비조작법 | 10   | - 자격 및 경력(증명서 지참)                                                 |
| 현 악 기 | 바이올린,첼로, 비올라, 콘트라베이스    | 초견곡         | 40   | - 당일제시                                                                  |
| 현 악 기 | 바이올린,첼로, 비올라, 콘트라베이스    | 자유곡         | 60   | - 3분이상 연주, 대학 입시곡 수준                                            |

- 국악기

| 구분                                   | 평가기준            | 평가기준            | 배점 | 비고                                                 |
| -------------------------------------- | ------------------- | ------------------- | ---- | ---------------------------------------------------- |
| 대금, 피리, 가야금, 거문고, 아쟁, 해금 | 초견곡              | 초견곡              | 40   | - 당일제시                                           |
| 대금, 피리, 가야금, 거문고, 아쟁, 해금 | 자유곡              | 자유곡              | 60   | - 산조, 정악 中 1곡                                  |
| 타 악 (팀단위 또는 개별 선발)          | 판 굿               | 판 굿               | 40   | - 팀워크, 표현력, 연주자세                           |
| 타 악 (팀단위 또는 개별 선발)          | 모듬북              | 모듬북              | 40   | - 곡구성, 퍼포먼스, 리듬감                           |
| 타 악 (팀단위 또는 개별 선발)          | 기 타               | 기 타               | 20   | - 사물놀이, 버나, 상모                               |
| 국악작곡                               | 정간보→5선보로 역보 | 정간보→5선보로 역보 | 20   | - 당일제시                                           |
| 국악작곡                               | 화성학 풀이         | 화성학 풀이         | 40   | - Sop, Bass의 전통화성학                             |
| 국악작곡                               | 곡 짓 기            | 곡 짓 기            | 30   | - 25현가야금, 장고를 포함한 3중주곡                  |
| 국악작곡                               | 기악실기            | 기악실기            | 10   | - 부전공 악기 1종류 이상 연주                        |
| 국악무용                               | 창작작품            | 창작작품            | 50   | - 1작품이상 시연                                     |
| 국악무용                               | 전통작품            | 전통작품            | 50   | - 한량무, 살풀이, 훈령무, 승무 중 - 1작품이상 시연   |
| 국악성악                               | 판소리              | 자유곡              | 50   | - 5바탕 중 1곡                                       |
| 국악성악                               | 판소리              | 지정곡              | 50   | - 판소리 '춘향가' 中 사랑가 - '남도민요' 中 성주풀이 |
| 국악성악                               | 민 요               | 자유곡              | 50   | - 서도/경기민요 中 1곡                               |
| 국악성악                               | 민 요               | 지정곡              | 50   | - 창부타령, 노랫가락, 방아타령 - 12잡가 中 1곡       |

#### 공군[7]
| 군악 | 다음 자격요건 중 어느 한가지 이상 충족하는 자 - 지정곡(초견악보) 및 자유곡 연주 가능자 - 지원파트 관련학과 대학 전공자 - 고등학교(중학교) 관악부 및 동아리(군악대 모집파트) 활동자 - 예술고등학교(음악, 무용, 발레 등) 전공자 : 선발 시만 지원자격 공고 - 지원파트 연주 및 실무 경력 1년 이상자 - 선발전형 - 1차 : 지원자 전원선발 - 2차 : 실기(전공별 자유곡1곡, 초견연주 평가 )(75점) + 공군본부면접(25점) |

#### 해군[8]
| 평가분야                                                        | 평가내용                                        | 평가내용                                         | 평가등급 | 평가등급 | 평가등급 | 평가등급 | 평가등급 |
| 평가분야                                                        | 평가내용                                        | 평가내용                                         | 수       | 우       | 미       | 양       | 가       |
| --------------------------------------------------------------- | ----------------------------------------------- | ------------------------------------------------ | -------- | -------- | -------- | -------- | -------- |
| 목관 (Oboe, Flute, Clarinet, A.Saxophone, T.Saxophone, Bassoon) | 자유곡 1곡 (Conzerto이상)(100)                  | 기초실기 및 음악성 평가 (100)                    | 100      | 90       | 80       | 70       | 60       |
| 목관 (Oboe, Flute, Clarinet, A.Saxophone, T.Saxophone, Bassoon) | 지정곡 (초견악보)(100)                          | 정확한 독보능력평가 (음정,박자,리듬,화음분석 등) | 100      | 90       | 80       | 70       | 60       |
| 합계                                                            | 합계                                            | 합계                                             | 200      | 200      | 200      | 200      | 200      |
| 금관 (Trumpet, Horn, T.Trombone, B.Trombone, Euphonium Bass)    | 자유곡 1곡 (drum march)(100)                    | 기초실기 및 음악성 평가 (100)                    | 100      | 90       | 80       | 70       | 60       |
| 금관 (Trumpet, Horn, T.Trombone, B.Trombone, Euphonium Bass)    | 지정곡 (초견악보)(100)                          | 정확한 독보능력평가 (음정,박자,리듬,화음분석 등) | 100      | 90       | 80       | 70       | 60       |
| 합계                                                            | 합계                                            | 합계                                             | 200      | 200      | 200      | 200      | 200      |
| 타악기                                                          | 자유곡 1곡 (drum march)(100)                    | 기초실기 및 음악성 평가 (100)                    | 100      | 90       | 80       | 70       | 60       |
| 타악기                                                          | 지정곡 (초견악보)(100)                          | 정확한 독보능력평가                              | 100      | 90       | 80       | 70       | 60       |
| 합계                                                            | 합계                                            | 합계                                             | 200      | 200      | 200      | 200      | 200      |
| 피아노                                                          | 자유곡 1곡(100)                                 | 기초실기 및 음악성 평가 (100)                    | 100      | 90       | 80       | 70       | 60       |
| 피아노                                                          | 지정곡 (초견악보)(100)                          | 정확한 독보능력평가 (음정,박자,리듬,화음분석 등) | 100      | 90       | 80       | 70       | 60       |
| 합계                                                            | 합계                                            | 합계                                             | 200      | 200      | 200      | 200      | 200      |
| 전자악 (E.Guitar, B.Guitar)                                     | 자유곡 1곡(100)                                 | 기초실기 및 음악성 평가 (100)                    | 100      | 90       | 80       | 70       | 60       |
| 전자악 (E.Guitar, B.Guitar)                                     | 지정곡 (초견악보 즉흥연주)(100)                 | 정확한 독보능력평가 (음정,박자,리듬,화음분석 등) | 100      | 90       | 80       | 70       | 60       |
| 합계                                                            | 합계                                            | 합계                                             | 200      | 200      | 200      | 200      | 200      |
| 성악                                                            | 자유곡 2곡 (외국, 한국 가곡 및 아리아 등) (100) | 기초실기 및 음악성 평가 (100)                    | 100      | 90       | 80       | 70       | 60       |
| 성악                                                            | 지정곡 (시창)(100)                              | 정확한 독보능력평가 (음정,박자,리듬,화음분석 등) | 100      | 90       | 80       | 70       | 60       |
| 합계                                                            | 합계                                            | 합계                                             | 200      | 200      | 200      | 200      | 200      |
| 현악기                                                          | 자유곡 1곡(100)                                 | 기초실기 및 음악성 평가 (100)                    | 100      | 90       | 80       | 70       | 60       |
| 현악기                                                          | 지정곡 (초견악보)(100)                          | 정확한 독보능력평가 (음정,박자,리듬,화음분석 등) | 100      | 90       | 80       | 70       | 60       |
| 합계                                                            | 합계                                            | 합계                                             | 200      | 200      | 200      | 200      | 200      |

### 행사복

#### 종류
- 행사복

1. 모든 행사는 행사복을 착용함을 원칙으로 한다. 피복에 따른 장구류는 행사모, 행사단화, 견장, 백색가죽반도, 백색수갑을 착용한다.
2. 캄보밴드나 실내에서 연주하는 행사에는 행사모와 백색가죽반도, 백색수갑 착용을 제외할 수 있다. 단, 부대 실정에 맞게 통일된 복장을 착용한다.

- 전투복

1. 국기게양식, 훈련 및 행군 출발, 복귀 등의 행사시 전투복을 착용할 수 있으며 필요시 견식줄, 반도, 군악휘장, 육군휘장 등을 하이바를 착용할 수 있다.

#### 착용기준
- 장교

1. 육군 복제규정에 의거 장교예복을 착용한다.
2. 예모 및 단화를 착용하고 지휘관 견식을 부착한다.
3. 부착물은 정복 부착물 부착요령과 동일하다.
4. 군악 영관장교 이상은 행사성격을 고려(연주회 등) 연미복을 착용할 수 있다.

- 부사관

1. 부사관용 행사복을 착용한다.
2. 예모, 단화 및 반도를 착용하고 군악 행사복용 견식을 부착한다.
3. 계급장은 예장을 착용하고, 기타 부착물은 정복 부착물 부착요령과 동일하다.

- 군악병

1. 군악병용 행사복을 착용한다.
2. 예모, 단화 및 반도를 착용하고 군악 행사복용 견식을 부착한다.
3. 행사복에 명찰 및 견장을 부착하고 반도를 착용한다.

#### 착용시기
| 구분   | 국기게양식 | 훈련시 | 기념식 | 이,취임식 | 수료식 | 각종 연주회 |
| ------ | ---------- | ------ | ------ | --------- | ------ | ----------- |
| 행사복 |            |        | O      | O         | O      | O           |
| 전투복 | O          | O      |        |           |        |             |

## 주변국 군악대

### 미국
미국 군악대는 크게 육군, 해군, 해병대, 공군, 해안 경비대로 나뉠 수 있으며 광범위하게는 주 방위군, 상급군사대학 등을 포함할 수 있다. 군악대는 환영행사, 장례식, 진급식 등 공식행사에서 연주를 하며 거리 퍼레이드, 콘서트 등 군 홍보 및 모집 활동을 지원하는 공연을 한다. 전쟁 기간 동안에는 전쟁 포로를 지키고 지휘소를 방어하는 등 음악적이지 않은 임무를 수행하는 전투 부대로 재편성된다.

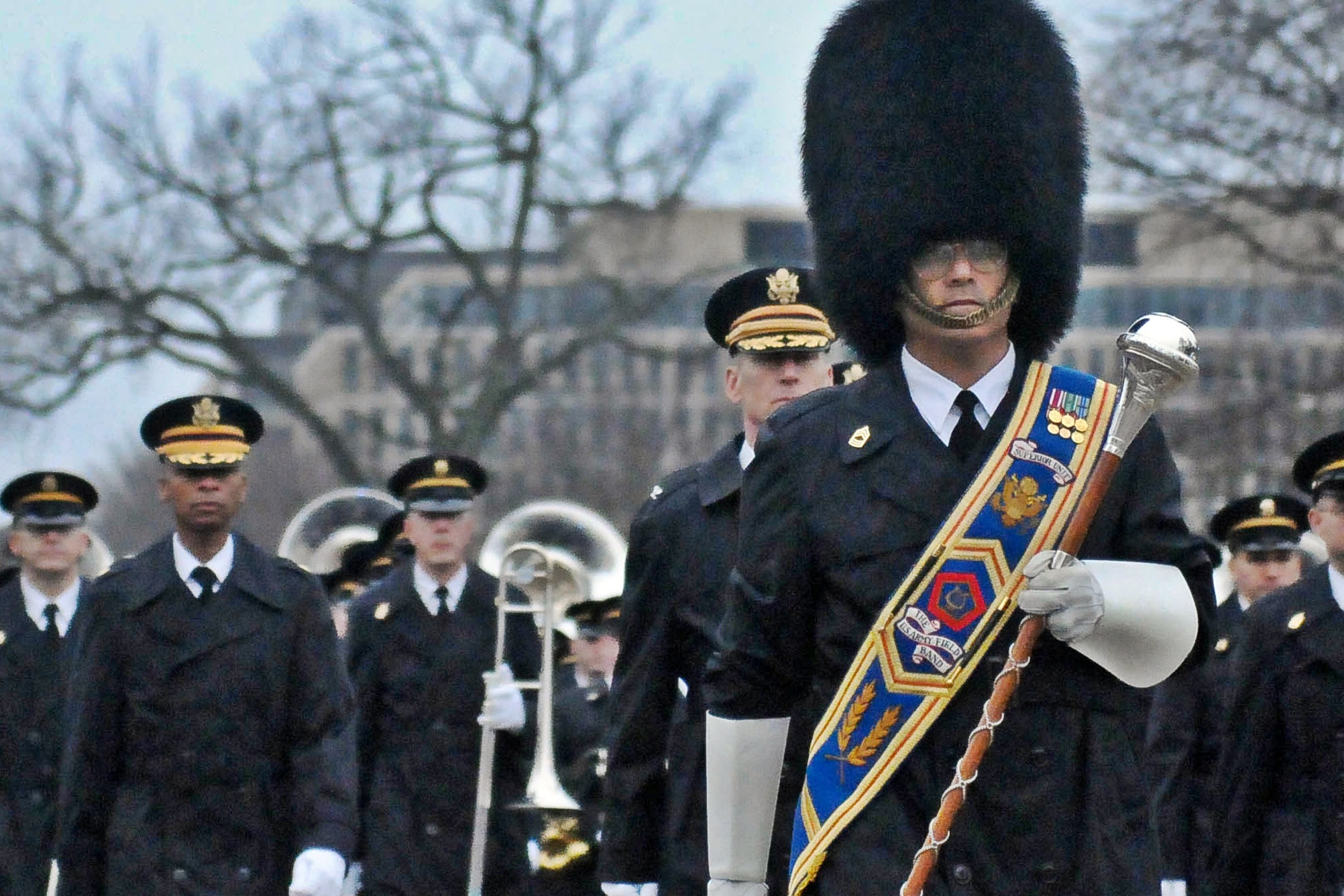
미군 군악대

캐나다, 영국 등과 같은 나라들과 달리 미군은 군복을 입는 무급 민간 음악가로 구성된 군악대를 운용하지 않는다. 모든 미군 군악대은 정규 입대하거나 임관된 군인으로 구성되어 있다. 한 가지 예외로, 미국 해안 경비대 지원부대에서 선발한 경우가 있다.

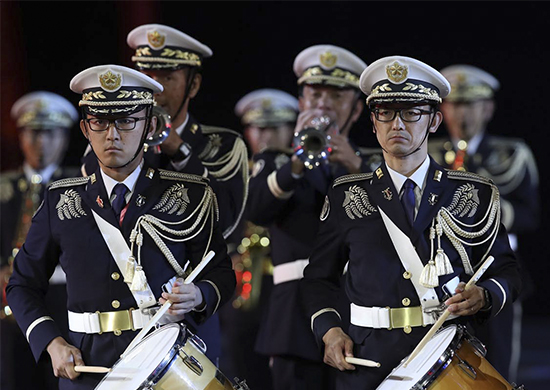
일본 군악대

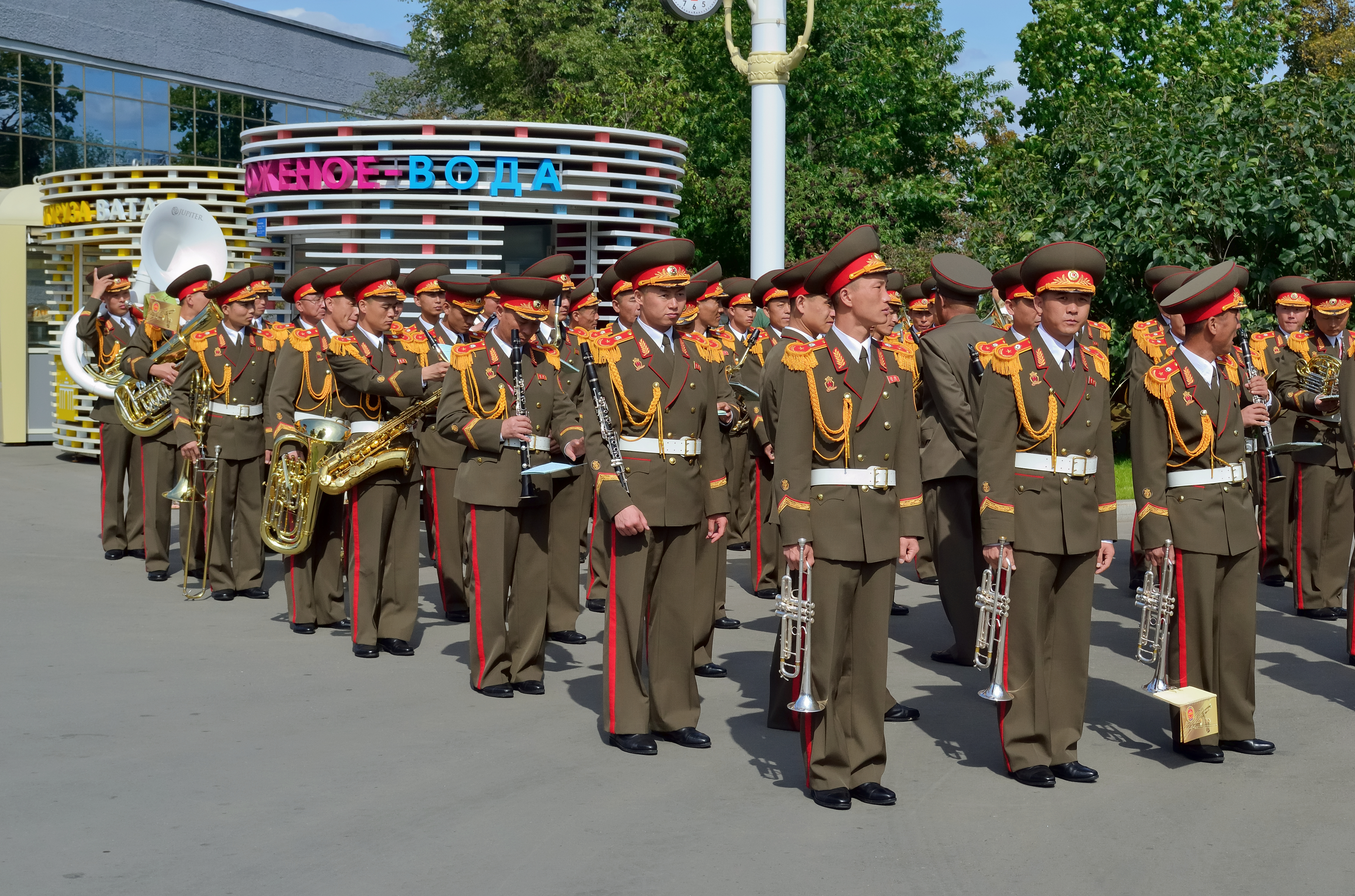
북한의 군악대

### 일본
일본 군악대는 미국과 영국의 군악대를 모델로 하여 여러 가지 편대가 형성되어 있으며, 주요 군악대는 지상 자위대 중앙음악대, 해상 자위대 중앙음악대, 항공 자위대 중앙음악대 등이다. 이외에도 동부 육군, 중앙 육군, 1사단을 포함한 여러 연대 및 사단에서 군악대를 운영하고 있다.

### 북한
북한의 군악대에는 조선인민군군악단, 조선인민군협주단, 조선인민군공훈국가합창단 등이 있으며 정기 공연, 각종 국가 행사, 지방 군부대의 위문공연 등의 활동을 하고 있다. 선군정치와 주체사상을 뒷받침하는 음악을 연주하고 연주 레퍼토리는 주로 군가 및 이와 비슷하게 편곡된 작품들이며 최근에는 중국과 러시아 군악대의 군악 레퍼토리도 다루고 있다.
국가 행사 중 평양 김일성 광장에서 볼 수 있는 군악대의 분열은 세계적으로 유명할 만큼 어렵고 복잡한 것으로 알려져있다. 

### 중국
중국 인민해방군 중앙군악대는 중화인민공화국 인민해방군이 국가 의식을 위해 만든 군악부대이다. 군악대는 국가원수 및 정부 수반을 위한 음악을 연주하고, 중화인민공화국 국경절, 건군기념일 등 국가 행사 기간에도 연주한다. 현재 인민해방군 중앙군악대는 지휘관 장하이펑 대령이 이끌고 있다.

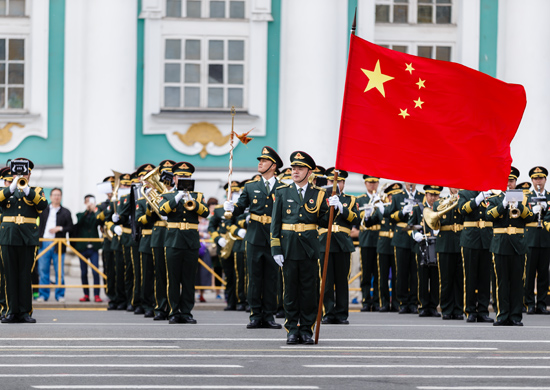
중국 군악대

중국의 군악대는 소련 군악대의 영향을 받아 현재 러시아 군악대의 구성과 비슷하지만 공식 행사 및 기타 행사에서 중국 특색의 행진곡과 외국의 행진곡을 혼합하여 연주한다.

## 참고 문헌
- 육군본부, 군악대 업무
- 황승주, 군악대가 군의 사기에 미치는 영향과 발전방향 연구, 강원대학교 교육대학원, 2009

## 같이 보기
- 분열행진(영어판) - 국제군악제와도 관련 깊은 군사용어
- 군가